# Carl Siegmund Franz Credé
Carl Siegmund Franz Credé (Berlín, 23 de diciembre de 1819 - 14 de marzo de 1892) fue un ginecólogo y obstetra alemán famoso por prevenir la conjuntivitis neonatal mediante la profilaxis de Credé, una solución diluida de nitrato de plata que se aplicaba en el ojo inmediatamente después del nacimiento, salvando así la vista de millones de personas.
En 1842 recibió su doctorado en la Universidad de Berlín. En 1852 fue nombrado director de la Escuela de Comadronas de Berlín y médico jefe del departamento de maternidad del hospital Charité de Berlín. Más tarde fue nombrado profesor de obstetricia y director del Hospital de Maternidad de Leipzig. Credé fundó clínicas ambulatorias de ginecología en Berlín y Leipzig. Fue padre del cirujano Benno Credé (1847-1929) y suegro del ginecólogo Christian Gerhard Leopold (1846-1912). Entre sus estudiantes más conocidos en Leipzig se encontraba el ginecólogo Johann Friedrich Ahlfeld (1843-1929).
Credé es famoso por introducir el uso de gotas oftálmicas de nitrato de plata como antiséptico para la prevención de la conjuntivitis neonatal. Utilizó una solución de nitrato de plata al 2% y demostró por primera vez su eficacia a principios de la década de 1880. Durante un período de tres años, Credé trató a 1.160 recién nacidos con nitrato de plata, y sólo el 0,15% de los niños desarrolló oftalmía. En la literatura médica, a veces se hace referencia a la solución de nitrato de plata como «profilaxis de Credé», y otros profilácticos en forma de gotas para los ojos (por ejemplo, antibióticos) todavía se conocen con el mismo nombre. Más tarde, la solución se diluyó al 1% de nitrato de plata y se convirtió en una práctica estándar en obstetricia. Como la conjuntivitis neonatal solía afectar a alrededor del 10% de los recién nacidos y causar aproximadamente la mitad de todos los casos de ceguera en Europa, a Credé se le atribuye el mérito de salvar la vista de millones de personas. El procedimiento original requería una solución de nitrato de plata al 2% administrada inmediatamente después del nacimiento, ya que Credé creía erróneamente que una solución al 1% era ineficaz debido a un estudio previo de Hecker; sin embargo, tras una corrección en el estudio, se redujo nuevamente a una solución al 1% para reducir la irritación química en los ojos del recién nacido.
A Credé también se le atribuye la implementación de un procedimiento para acelerar la expulsión de la placenta tras el parto denominado maniobra de Credé. De 1853 a 1869 editó la revista «Monatsschrift für Geburtskunde» y, a partir de 1870, fue editor del «Archiv für Gynäkologie».

## Obras seleccionadas
- Klinische Vorträge über Geburtshilfe (Conferencias clínicas sobre obstetricia), dos volúmenes, Berlín, 1853-1854.
- Ueber Erwärmungsgeräthe für frühgeborene und schwächliche kleine Kinder (Tratado sobre dispositivos de calentamiento para niños prematuros, pequeños o débiles), Mittheilungen aus der geburtshüflichen Klinik in Leipzig. «Archiv für Gynäkologie», 1884, 24: 128-147.
- Die Verhütung der Augenentzündung der Neugeborenen (Prevención de la oftalmía del recién nacido). 1884.